# Ilie Verdeț
Ilie Verdeţ (Comănești, 10 de maio de 1925 — Bucareste, 20 de março de 2001) foi um político romeno.

## Biografia
Nascido em Comăneşti, condado de Bacău, já era mineiro aos doze anos, tendo ingressado no Partido Comunista Romeno (PCR) em 1945. Depois de graduar-se na Academia de Estudos Econômicos de Bucareste, ele ascendeu na estrutura do partido. No início da década de 1960, estava trabalhando no escritório central do PCR em Bucareste, como deputado de Nicolae Ceauşescu, que era encarregado dos encontros e da organização partidária. Com a morte de Gheorghe Gheorghiu-Dej, em março de 1965, Verdeţ ajudou Ceauşescu a obter o posto de Secretário-geral do PCR.
Está sepultado no Cemitério Ghencea.